# 鄭有傑
鄭有傑（1977年11月27日—），臺灣导演、演員。2000年以16mm短片《私顏》初試啼聲，2006年第一部長片《一年之初》接連拿下台北電影節百萬首獎、觀眾票選最佳影片，並進軍各大國際影展，作品逐漸受到矚目。
除了導演才華之外，2008年鄭有傑也因在王小棣導演的電視劇《波麗士大人》飾演個性軟弱的警察潘士淵一角而在台灣觀眾打開知名度。此外，在2009年陳慧翎導演的電視劇《下一站，幸福》中飾演許方國。
鄭有傑第二部電影作品《陽陽》在2009年8月7日上映，並入圍柏林影展。  
2010年12月18日，鄭有傑編劇及執導的《他們在畢業的前一天爆炸》5集迷你連續劇，在公視首播，該劇並在鄭有傑的建議之下，將首集高畫質完整版於網路上搶先電視播送。2011年第46屆電視金鐘獎共八項提名，奪下其中五項大獎，鄭有傑本人獲得迷你劇集／電視電影編劇獎。

## 生平
就讀臺大經濟系的鄭有傑，大學期間即主演多部學生電影並嘗試劇本創作。2000年的第一部自編自導自演作品《私顏》，即獲得2002年台北電影節學生電影金獅獎評審團特別獎。2001年的作品《石碇的夏天》獲得第三十八屆金馬獎最佳創作短片和2002年台北電影節專業競賽最佳劇情片等大獎。《一年之初》獲得八百萬元國片輔導金補助，劇本亦入選民國92年度優良電影劇本且得最佳劇本獎。
鄭有傑與其妻戴海倫於2008年6月成婚，戴海倫同樣也在電影圈中工作，曾任金馬獎國內部總監。目前有一子二女。
父親為日本華僑，鄭有傑從小就學習日文，日语流利，為日本小說《橫山家之味》中文版譯者。

## 編導作品

### 電影
| 電影作品                            | 英文譯名                  | 年份   | 製片          | 演員                                                           | 參展與得獎紀錄 |
| 《私顏》 (16mm短片)                 | Baby Face (16mm short)    | 2000年 |               | 鄭有傑 陳國方                                                  | - 2000年金馬國際影展觀摩 - 第十二屆東京同志國際影展 - 匹茲堡同志影展 - 2002台北電影節學生電影金獅獎評審團特別獎 - 2002第二十一屆加拿大溫哥華國際影展Dragons and Tigers單元 |
| 《石碇的夏天》 (16mm短片)           | Summer, Dream(16mm short) | 2001年 | 李子豪        | 黃健瑋 戴立忍 李烈 謝俊慧 李秀 夏曼寧 王貞元                   | - 2001第38屆金馬獎最佳創作短片 - 2002台北電影節專業類競賽最佳劇情片 - 2002第二十一屆加拿大溫哥華國際影展Dragons and Tigers單元 - 2002第十五屆日本東京國際影展亞洲電影獎競賽 - 2002第七屆韓國釜山國際影展Wide Angle觀摩單元 - 2002第二十二屆美國夏威夷國際影展                                  |
| 《一年之初》                        | DO OVER                   | 2006年 | 李素卿 梁宏志 | 許安安 庹宗華 黃健瑋 張榕容 莫子儀 柯宇綸                      | - 2006台北電影節百萬首獎、觀眾票選獎，並入圍「國際青年導演競賽」 - 第43屆金馬獎獲最佳原創電影音樂、最佳剪輯、福爾摩沙影片獎 - 入圍威尼斯影展國際影評人週單元 - 入圍溫哥華影展、釜山影展、東京影展等國際影展                                                                                    |
| 《陽陽》                            | YANG YANG                 | 2009年 | 李崗          | 張榕容 張睿家 黃健瑋 何思慧                                    | - 2009台北電影節開幕片 - 2009台北電影節評審團特別獎、最佳女演員、最佳音樂及國際青年導演競賽觀眾票選獎第一名 - 第46屆金馬獎獲國際影評人費比西獎，並入圍最佳女主角、最佳男配角、最佳新演員、最佳音響效果、最佳原創電影音樂、年度台灣傑出電影 - 柏林影展 - 東京影展、聖地牙哥亞洲電影節等國際影展 |
| 《10+10》中的〈潛規則〉(短片)       | Unwritten Rules           | 2011年 | 林仕肯        | 吳中天 高英軒 黃健瑋 張捷 廖苡喬                               | - 2011年金馬國際影展開幕片 - 2012德國柏林影展電影大觀單元 |
| 《太陽的孩子》 *共同導演：勒嘎·舒米 | Wawa No Cidal             | 2015年 | 謝君堯        | 阿洛·卡力亭·巴奇辣 徐詣帆                                      | - 第52屆金馬獎獲最佳電影原創歌曲獎，並入圍最佳改編劇本、最佳新演員 - 主題曲〈不要放棄Aka pisawad（母語版）〉獲第27屆金曲獎最佳年度歌曲獎 |
| 《親愛的房客》                      | Dear Tenant               | 2020年 | 林仕肯        | 莫子儀 陳淑芳 白潤音 姚淳耀 是元介 吳朋奉 沈威年 謝瓊煖 王可元 | - 2020臺北電影獎最佳男主角，並入圍最佳女配角、最佳美術設計 - 第57屆金馬獎獲最佳男主角、最佳女配角、最佳原創電影音樂，並入圍最佳劇情長片、最佳導演、最佳原著劇本 |
| 《南榕》                            |                           | 2026年 |               | 吳子霏 連俞涵                                                  | |

### 電視劇
- 2010年《他們在畢業的前一天爆炸》，合作演員：黃遠、紀培慧、巫建和、張家瑜。（公視）
  - 第46屆金鐘獎迷你劇集／電視電影獎、迷你劇集／電視電影男主角獎、男配角獎、女配角獎、編劇獎
  - 2011亞洲電視獎（ATA）「最佳連續劇獎」
- 2017年《他們在畢業的前一天爆炸2》[10]，合作演員：楊烈、巫建和、宋柏緯、王丁筑、胡廣雯、夏騰宏。（公視）
  - 第53屆金鐘獎迷你劇集／電視電影獎、迷你劇集／電視電影導演獎

### 電視電影
- 2012年《野蓮香》，內人外人新移民系列電影（緯來）
  - 第47屆金鐘獎迷你劇集／電視電影男主角獎
- 2015年《老海人洛馬比克》，《閱讀時光》系列短片

### MV
- 張清芳《瓦上的舞蹈》《蘭花小館 12點見》
- 蔡健雅《若你碰到他》《拋物線》
- 范瑋琪《最重要的決定》《很久很久以後》《彈起來》《感恩節》
- 曾靜玟《不快樂》
- 蕭亞軒《逞強》
- 張芸京《小女孩》
- 棉花糖《100個太陽月亮》
- 謝沛恩《漂流木》
- 韋禮安《心醉心碎》
- 曾沛慈《不過失去了一點點》《多年後》
- 陶晶瑩《不再想念》
- 劉品言《謝謝我的我》
- 舒米恩《不要放棄》《Aka Pisawad(不要放棄阿美族語版)》
- 法蘭《在夢裏》
- 舒米恩 feat. 法蘭《眼淚不要掉下來＿爆炸版》
- 法蘭黛《一時脆弱》
- 徐佳瑩《沒有第三者的分手》
- 回聲樂團 x 鳳小岳《你想要的一切》
- 回聲樂團《等待著愛的人》
- 陳妍希《Sorry》
- 范逸臣《妳愛我嗎》

### 短片
- 2009金馬形象短片《Déjà vu》
- 廣告《乖乖造句包高中篇》
- 藝人公益微電影《Gravity Zero無重力》
- 2018年《穿越窄巷的男孩》，《公視20 與時代同行》系列短片

### 書籍
- 2009年，譯作《橫山家之味》，原著是枝裕和，馥林文化出版。
- 2009年，《陽陽電影書》，崗華影視傳播有限公司出版。
- 2012年，《爆炸藍圖：他們在畢業的前一天爆炸─原著電影X電視劇本》，與木二合著，水靈文創出版。

## 演出作品

### 電影
短片
- 2000年 《私顏》，導演：鄭有傑
- 2001年 《愛我在今宵》，導演：曾文俊
- 2005年 《海巡尖兵》，飾 上兵，導演：林書宇
- 2007年 《爸爸的手指頭》，飾 長大後的阿貴，導演：楊士毅
- 2017年 《繁花盛開》，飾 Lena，導演：林涵
- 2018年 《再會! 方舟》，飾 阿傑，導演：張軼峰
- 2019年 《最後一眼》，飾 丈夫，導演：余俊權
- 2019年 《小洋》，飾 李英伸（父親），導演：王孔澂
- 2019年 《陽關太平》，飾 阿雄，導演：詹德璐
- 2021年 《錦鯉墜落》，飾 男子，導演：朱建安
- 2021年 《姊姊》，飾 重考班主任（特別演出），並為該片監製及剪接協力 ，導演：潘客印
- 2021年 《午後的懸崖》，導演：李家驊
- 2022年 《有了？！》，飾 阿鈞爸（特別演出），導演：潘客印
- 2023年 《隔河》，飾 欽仔（父親），導演：許聖宗
- 2024年 《薄荷涼菸》，飾 周宗翰（小張），導演：李家驊
- 2024年 《黑犬》，飾 ，導演：楊羚

長片
| 年份   | 片名               | 角色       | 導演           | 性質                   |
| ------ | ------------------ | ---------- | -------------- | ---------------------- |
| 2007年 | 《刺青》           | 警察       | 周美玲         | 客串                   |
| 2008年 | 《九降風》         | 警察       | 林書宇         | 客串                   |
| 2010年 | 《艋舺》           | 小學老師   | 鈕承澤         | 客串                   |
| 2010年 | 《近在咫尺》       | 酒吧侍者   | 程孝澤         | 客串                   |
| 2014年 | 《只要一分鐘》     | 獸醫       | 陳慧翎         | 客串                   |
| 2014年 | 《相愛的七種設計》 | 計程車司機 | 陳宏一         | 客串                   |
| 2015年 | 《風中家族》       |            | 王童           | 客串                   |
| 2017年 | 《健忘村》         | 秋蓉父親   | 陳玉勳         |                        |
| 2021年 | 《鱷魚》           | 趙特助     | 陳大璞         |                        |
| 2022年 | 《格瑞特真相》     | 趙思源     | 馬君慈         |                        |
| 2022年 | 《初戀慢半拍》     | 王老闆     | 陳駿霖         | 友情演出               |
| 2023年 | 《榮耀之路》       | 警察       | 哈希德·阿米    | 客串                   |
| 2023年 | 《周處除三害》     | 趙醫生     | 黃精甫         |                        |
| 2023年 | 《小曉》           | 楊組長     | 靳家驊         | 特別演出               |
| 2024年 | 《尋找湯德章》     | 湯德章     | 黃銘正、連楨惠 |                        |
| 2025年 | 《南方時光》       |            | 曹仕翰         |                        |
| 2025年 | 《我家的事》       | 曉萱爸爸   | 潘客印         | 特別演出，並為該片監製 |

### 長篇劇集
| 年 份  | 片 名        | 角 色  | 頻 道             | 備 註    |
| ------ | ------------ | ------ | ----------------- | -------- |
| 2008年 | 波麗士大人   | 潘士淵 | 台視、三立都會台  | 主要演員 |
| 2009年 | 下一站，幸福 | 許方國 | 台視、三立都會台  |          |
| 2014年 | 流氓蛋糕店   | 葉達人 | 台視、八大綜合台  |          |
| 2019年 | 鏡子森林     | 黃國偉 | 民視、公視        | 特別演出 |
| 2021年 | 超感應學園   | 何組長 | ViuTV、八大戲劇台 |          |
| 2022年 | 我願意       | 張總   | MOD、Hami Video   | 特別演出 |
| 2024年 | 人生清理員   | 賴立人 | 公視、八大戲劇台  | 特別演出 |
| 2025年 | 院長爸爸     | 黃玄禮 | 大愛電視台        |          |
| 2025年 | 零日攻擊     | 楊又雲 | 公視              |          |

### 迷你劇集
| 年 份  | 片 名                          | 角 色           | 頻 道   | 備 註    |
| ------ | ------------------------------ | --------------- | ------- | -------- |
| 2018年 | 你的孩子不是你的孩子－必須過動 | 卡車司機-許方國 | 公視    | 客串     |
| 2019年 | 魂囚西門                       | 陳皓傑          | 公視    | 客串     |
| 2021年 | 天橋上的魔術師                 | 馬頭特務        | 公視    | 特別演出 |
| 2022年 | 你的婚姻不是你的婚姻－尾號1314 | 工程師          | 公視    | 特別演出 |
| 2023年 | 人選之人-造浪者                | 翁文傑          | Netflix | 特別演出 |
| 2024年 | 愛愛內含光                     | 明德師兄        | Netflix | 特別演出 |
| 2024年 | 聽海湧                         | 櫻子父親        | 公視    | 客串     |

### 電視電影
| 年 份  | 片 名                          | 角 色    | 頻 道 | 備 註                  |
| ------ | ------------------------------ | -------- | ----- | ---------------------- |
| 2009年 | 公視人生劇展－垃圾魚           | 郝富足   | 公視  | 男主角                 |
| 2011年 | 公視學生劇展－我的拼湊家庭     | 阿銘     | 公視  | 男主角                 |
| 2011年 | 公視學生劇展－下落村的來電     | 臺電人員 | 公視  |                        |
| 2014年 | 公視學生劇展－大象的手指會跳舞 | 周老師   | 公視  | 主演                   |
| 2020年 | 格瑞特真相                     | 趙思源   | 台視  |                        |
| 2021年 | 公視人生劇展－濱西小鎮         | 張彥博   | 公視  | 主演、並為該片創意總監 |
| 2025年 | 公視學生劇展－寂寞貓蛋糕       | 王國文   | 公視  | 主演                   |

### 舞台劇
- 時光の手箱：我的阿爸和卡桑(2019年) 飾演「顏惠民」(主角)
- 時光の手箱：我的阿爸和卡桑(2021年) 飾演「顏惠民」(主角)（因新冠肺炎疫情取消）

### MV
- 阿沁《波麗士》，飾演潘士淵
- 徐佳瑩《哼情歌》，飾演導演
- 七月半《林森北路》，飾演吉岡源
- 炎亞綸《Live a Life》，飾演拾荒者
- 柏霖《走火入魔》，飾演外遇男
- 好樂團《他們說我是沒有用的年輕人》，飾演反派
- 拍謝少年《上溫柔的所在》，飾演父親

### 書籍
- 2008年，《波麗士大人映像紀實》，三立電視台製作，圓神出版社有限公司。
- 2009年，《橫山家之味》，是枝裕和原著，鄭有傑翻譯，馥林文化出版。
- 2012年，《爆炸藍圖：他們在畢業的前一天爆炸 原著電影X電視劇本》，鄭有傑、木二著，水靈文創出版。
- 2021年，《親愛的房客電影劇照書》，李孟庭著，尖端出版。
- 2023年，《戲如妳：陳淑芳的孤味人生》，陳淑芳、王昀燕著，遠流出版。

## 得獎紀錄
- 2001年以《石碇的夏天》獲得第38屆金馬獎最佳創作短片
- 2002年以《石碇的夏天》獲得第4屆台北電影獎最佳劇情片
- 2006年以《一年之初》獲得第8屆台北電影獎觀眾票選影片、百萬首獎
- 2006年以《一年之初》獲得第43屆金馬獎福爾摩沙影片獎
- 2009年以《陽陽》獲得第11屆台北電影節劇情長片類評審團特別獎
- 2009年憑《陽陽》入圍第46屆金馬獎年度台灣傑出電影
- 2011年以《他們在畢業的前一天爆炸》獲得第46屆金鐘獎迷你劇集／電視電影獎、與木二獲得迷你劇集／電視電影編劇獎
- 2015年以《太陽的孩子》與勒嘎·舒米獲得第17屆台北電影獎觀眾票選影片
- 2015年憑《太陽的孩子》與勒嘎·舒米入圍第52屆金馬獎最佳改編劇本
- 2018年以《他們在畢業的前一天爆炸2》獲得第53屆金鐘獎迷你劇集獎、迷你劇集／電視電影導演獎
- 2020年憑《親愛的房客》入圍第57屆金馬獎最佳原著劇本、最佳導演、最佳劇情長片

## 社會參與

### 參與社會運動
- 聲援文林苑[11]
- 聲援反媒體壟斷運動[12]
- 反核[13][14]
  - 製作反核短片《(不再)平凡的幸福》在網路發佈[15]
- 聲援大埔事件[16]

### 參與政治活動
- 2016年中華民國立法委員選舉支持綠黨社會民主黨聯盟前進國會，現身「藝起站出來，支持綠社盟」記者會[17]

## 外部連結
- 鄭有傑在台灣電影網上的資料（繁體中文）